# Кайса Бергквіст
Кайса Бергквіст (швед. Kajsa Bergqvist, 12 жовтня 1976) — шведська легкоатлетка, стрибунка у висоту, олімпійська медалістка, чемпіонка світу.

## Виступи на Олімпіадах
| Олімпіада    | Дисципліна       | Місце             |
| ------------ | ---------------- | ----------------- |
| Атланта 1996 | стрибки у висоту | 15 (кваліфікація) |
| Сідней 2000  | стрибки у висоту | =3                |

## Особисте життя
Кайса Бергквіст вийшла заміж за режисера Монса Гернгрена напередодні Нового 2007 року. Пара оголосила про розлучення на початку 2011 року.
У грудні 2011 року Бергквіст підтвердила в інтерв'ю, що перебуває у стосунках із жінкою, і заявила: «Якою лесбійкою я почуваюся сьогодні, настільки ж гетеросексуальною я почувалася, коли була разом із Монсом. Але коли я постарію й озирнусь на своє життя, можливо, хтось подумає, що я бісексуалка». Це оголошення було зроблено після періоду чуток про особисте життя Бергквіст.